# Ptychamalia perlata
Ptychamalia perlata là một loài bướm đêm trong họ Geometridae.